# Riparische zone

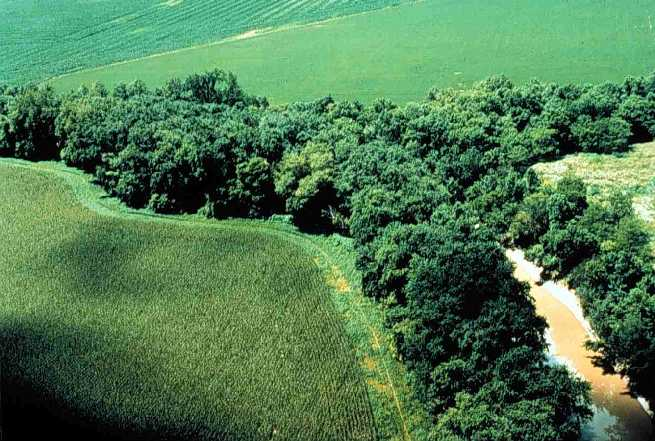
Een goed ontwikkelde riparische zone langs een riviertje dat naar Lake Erie afstroomt.

Een riparische zone is een strook met een breedte van één tot enkele tientallen meters tussen land en een waterloop. Dergelijke zones langs rivier- en beekoevers worden gekenmerkt door vochtminnende bomen, struiken en lage gewassen. Deze vegetatiestroken zijn van belang in ecologisch opzicht bij het onderhoud en de vormgeving van de omgeving. Ze spelen een rol bij bodembehoud, tegengaan van erosie en het scheppen van biodiversiteit. Ze hebben invloed op de fauna zowel op het land als in het water dat erlangs stroomt.
Ook beïnvloeden ze op natuurlijke wijze de plaatselijke waterhuishuiding. In sommige gebieden gebruikt men de begrippen riparische bufferzone of - strook als aanduiding. Het woord "riparisch" komt van het Latijnse ripa dat rivieroever betekent.

## Karakteristieken
Riparische zones kunnen van nature zijn gevormd of aangelegd in het kader van bodembehoud of rehabilitatie van de natuurlijke omgeving. Het zijn belangrijke natuurlijke filters, die waterlopen beschermen tegen overvloedige afzettingen of sedimentatie, en vervuiling vanaf het landoppervlak. Het land zelf wordt beschermd tegen erosie doordat de humusrijke bodemlaag niet meer, of minder goed, kan wegspoelen in het water. Dit is vooral van belang als het land er enige tijd kaal bijligt na een oogst of het kappen van een bos. Oeverbegroeiing zorgt voor beschutting, voedsel en schaduw voor het dierenleven in het water en beperkt temperatuurschommelingen van het water. Als een riparische zone is aangetast door menselijke bebouwing, landbouw of monocultuur is biologische restauratie mogelijk met interventie van de mens.

Vlakke laaggelegen zones, slechts weinig hoger dan het niveau van de waterloop hebben vaak een moerassig karakter.  
Riparische zones bewerkstelligen verbetering van de kwaliteit van het water dat vanaf het land in de waterloop terechtkomt, zowel via de oppervlakte als via grondwater. Ze spelen een rol bij de vermindering van nitraat- en fosfaatvervuiling. Deze is afkomstig van dierlijke mest en kunstmest op gronden in agrarisch gebruik, en is schadelijk voor ecosystemen en gezondheid. Met name de verdunning en afbraak van nitraten uit kunstmest in de bufferzone is belangrijk.

## Functies

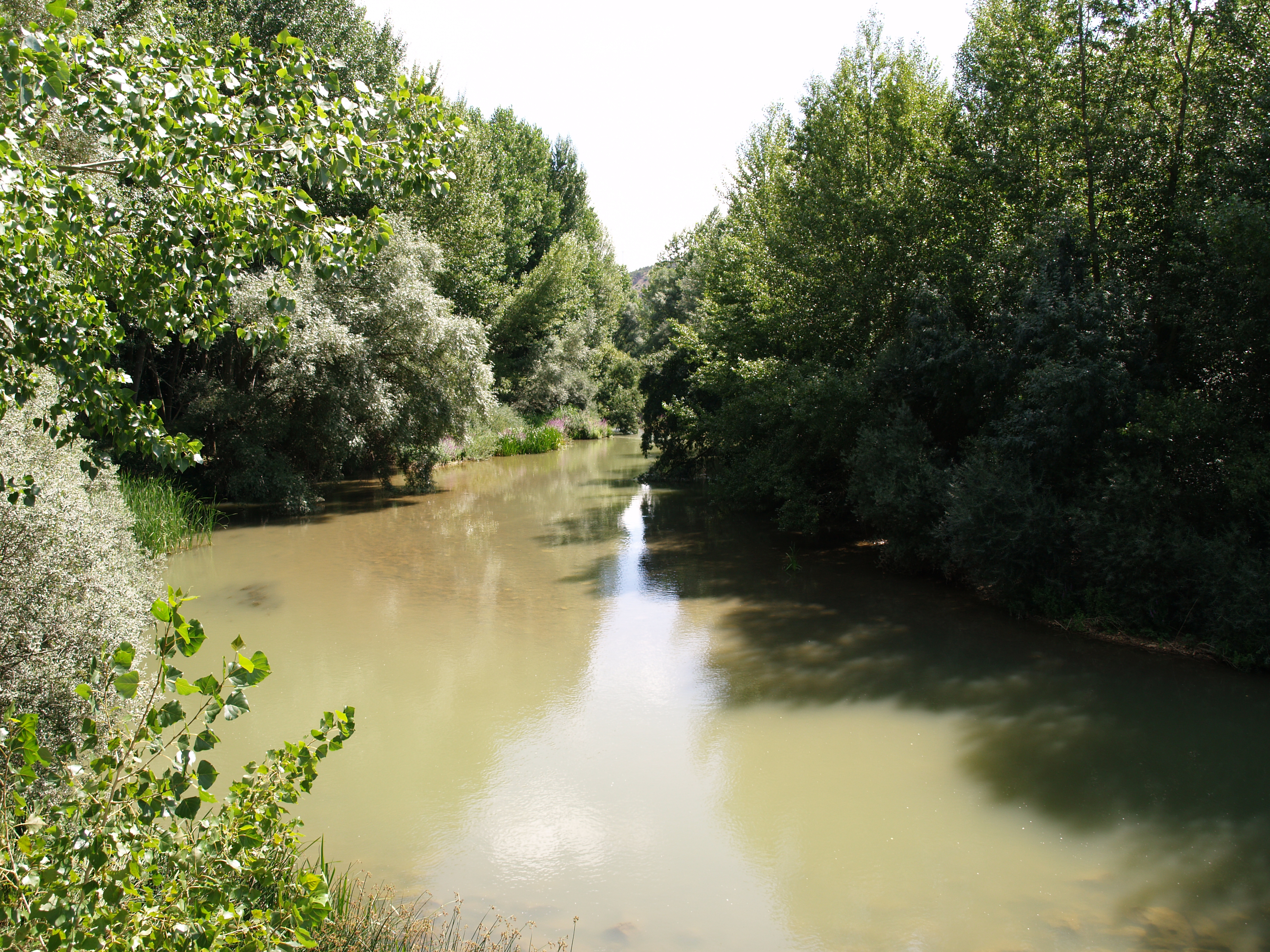
Dichte oevervegetatie langs de Pisuerga in Spanje.

De riparische zones vormen ook een habitat voor dieren, vergroten de biodiversiteit en vormen corridors waarlangs dieren zich kunnen verplaatsen zodat ze niet op geïsoleerde plekken leven maar langs grote delen van de rivier. 
Voedingsstoffen van vegetatie op het land en uitwerpselen van insecten en andere dieren, komen via deze oeverzones geleidelijk gedoseerd in de voedselkringloop in het water terecht.

## Functie bij houtkap
Een zone met oevervegetatie geeft na houtkap bescherming tegen erosie. De strook onaangetaste bodem met begroeiing en wortelsystemen reduceert de hoeveelheid erosiemateriaal die vanuit een naastgelegen gekapt gebied loskomt en met de wind en het regenwater in de waterstroom terechtkomt. Bij grote aangeplante bossen voor de houtproductie zoals het Kielder Forest in Engeland houdt men hier rekening mee door langs oevers een strook vegetatie te sparen.

## Vegetatie

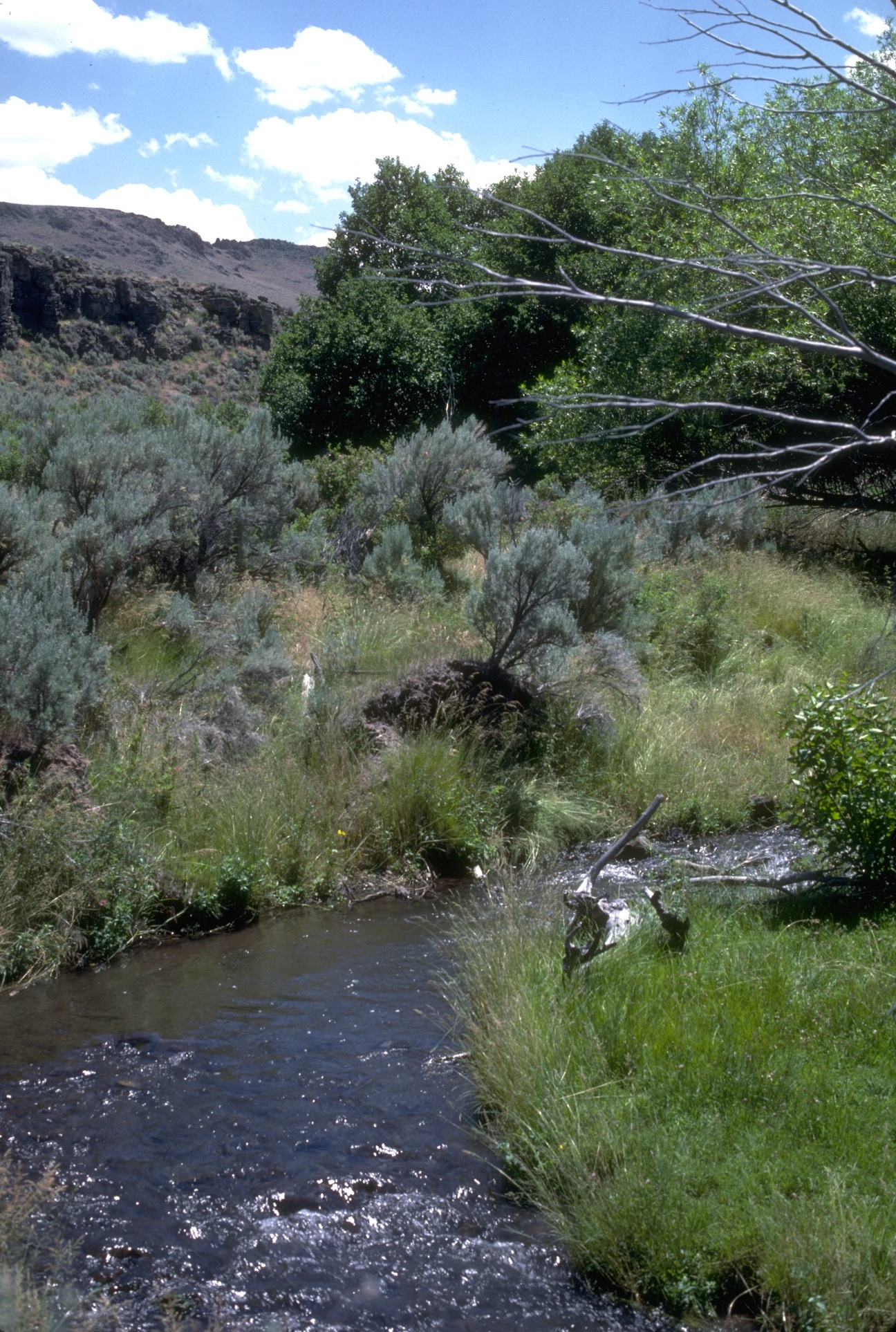
Riparische zone langs de Trout Creek in Oregon. De kreek is een belangrijke habitat voor de forel.

Factoren als de bodemsoort, de aanwezige vegetatie en het klimaat bepalen mede de effectiviteit van de bufferzone.
De vegetatie bestaat vaak uit soorten die vochtminnend zijn, voor West-Europa bijvoorbeeld wilgen en populieren, elzen, lisdodde en riet.
In een dichtbevolkt land als Nederland komen deze zones weinig voor, door het vlakke landschap is de anti-erosiewerking ook minder nodig. Een kleinschalige vorm zijn de rietkragen en wilgenstruiken (grauwe wilg) langs meren, riviertjes en sloten.